# Altaj (Kína)
Altaj (egyszerűsített kínai írással: 阿勒泰, pinjin: Altay / Ālēitài) város Kínában, Hszincsiang tartományban. Lakosainak száma 221 454 fő (2020).

## Népesség
| 2010 | 190 064 |
| 2020 | 221 454 |